# 茹拉夫卡 (切尔尼戈夫州)
50°28′41″N 32°35′23″E / 50.47806°N 32.58972°E
茹拉夫卡（烏克蘭語：Журавка），是烏克蘭北部的村莊，隸屬切爾尼戈夫州的普里盧基區。該村面積7.18平方公里，海拔高度109米，人口2,300，人口密度每平方公里422.5人。